# 5848 Harutoriko
5848 Harutoriko eller 1990 BZ1 är en asteroid i huvudbältet som upptäcktes den 30 januari 1990 av de båda japanska astronomerna Kazuro Watanabe och Masanori Matsuyama vid Kushiro-observatoriet. Den är uppkallad efter en sjö i japan.
Asteroiden har en diameter på ungefär 6 kilometer.